# Saint-Julien (Vosgi)
Saint-Julien è un comune francese di 142 abitanti situato nel dipartimento dei Vosgi nella regione del Grand Est.

## Società

### Evoluzione demografica
Abitanti censiti